# 川原大橋
川原大橋（かわはらおおはし）は、福島県いわき市にある道路橋である。当頁では旧道橋にあたる井戸沢橋（いどさわはし）についても述べる。

## 概要
- 全長…124.3m
  - 主径間…42.7m
- 幅員…11.0m（車道部…7.5m、歩道部3.5m）
- 形式…3径間鋼連続鈑桁橋
- 竣工…2004年
- 施工…日立造船[1]

いわき市西部にて二級河川鮫川を渡り、福島県道105号旅人勿来線を通す。西詰は川部町松ノ下に位置し、福島県道71号勿来浅川線と合流し重用区間となる。東詰は山田町川原に位置する。上流の田人町旅人～山田町を結ぶ井戸沢橋付近の線形不良、狭隘区間の改良のためにバイパスとして建設された。橋上は上下対向2車線で供用されている。

## 沿革
- 江戸時代 - 当地付近はいわゆる塩の道として利用されており渡船場が設置され、田人側に番所が設置されていた。
- 1884年頃 - 仮橋が架けられる。以後、度々流出被害が発生。
- 大正時代中期 - 田人炭鉱軌道により軌道橋が架けられ、人道橋としても利用される。依然として車馬は渡船による往来が必要だった。
- 1926年12月 - 田人村を中心とした橋梁建設の陳情運動の結果、初代井戸沢橋が完成し、1927年5月8日に開通式が行われた。桁下高さ9mと石城郡内随一の吊橋だった。
  - 全長…82m
  - 幅員…3m
  - 形式…単径間吊橋（RC主塔、木造トラス補剛桁）[2]
- 1936年・1937年 - 床版の腐食、破損により走行中の車両が落下する死亡事故が発生。以降永久橋への架替運動が本格化する。
- 1940年 - 植田町、田人村、山田村、炭鉱会社の負担と福島県の補助により補修工事が行われる。
- 1948年2月 - 井戸沢橋架設促進委員会が発足。
- 1951年 - 車両重量4t制限の規制がかけられる。
- 1951年9月 - 田人村議会にて井戸沢橋架替の陳情が採択され、11月に井戸沢橋架橋期成同盟会が発足する。
- 1953年1月 - 1952年度から2ヶ年をかける県事業として2代目井戸沢橋起工。
  - 橋脚基礎工事の難航により予算が不足したために周辺住民からの寄付を募っていた。
- 1954年3月 - 2代目井戸沢橋竣工。
  - 全長…90.0m
  - 幅員…5.5m[3]
  - 形式…4径間コンクリート桁橋

同年5月15日に田人中学校において竣工式が行われ、山田町側には竣工記念碑が建立された。
- 1993年 - 川原大橋新設に伴う取付道路の建設が始まる。
- 2004年 - 川原大橋開通。総工費は6億7千万円[4]。県道の付替により、現在井戸沢橋はいわき市道大谷井戸沢線に指定されている。